# CERN Neutrinos to Gran Sasso
CERN Neutrinos to Gran Sasso (CNGS) is een natuurkundig experiment dat in 2011 meerdere malen werd uitgevoerd. Dit gebeurde in een samenwerkingsverband tussen het CERN nabij het Zwitserse Genève en het Laboratori Nazionali del Gran Sasso in het Italiaanse Gran Sassomassief. Het doel van het experiment was om een schatting te kunnen maken van de massa van neutrino's.
Tijdens het experiment werd vanuit het CERN een bundel muon-neutrino's richting het detectiecentrum in Gran Sasso gestuurd. Aangezien deze deeltjes nauwelijks wisselwerken met materie, kunnen ze bijna ongehinderd door de aardkorst reizen. Hierna werden ze 732 kilometer verderop gedetecteerd in Gran Sasso.
Het experiment werd in mei 2011 voor het eerst uitgevoerd. In september 2011 leidde men uit de meetgegevens af dat de neutrino's zich sneller dan licht moeten hebben verplaatst. Dit nieuws werd met veel scepsis ontvangen aangezien dit indruist tegen de uitgangspunten van de speciale relativiteitstheorie. Het vermoeden was dan ook dat tijdens het experiment wellicht meetfouten waren gemaakt. In november 2011 werd het experiment nog nauwkeuriger uitgevoerd. Dit gebeurde onder andere door de neutrinopulsen te verkorten tot drie nanoseconde. Opnieuw werd een snelheid gemeten die hoger was dan die van het licht. Op 23 februari 2012 maakte CERN bekend dat bij deze experimenten een niet goed functionerende glasvezelverbinding tot een lagere uitkomst van de vluchttijd van de neutrino's geleid kan hebben. Nieuwe metingen in mei 2012 hebben deze meetfout bevestigd.